# Britomartis
Pour le papillon, voir Mellicta britomartis.
Britomartis (grec ancien : Βριτόμαρτις) est une divinité minoenne du préhellénique A qui a trouvé sa place dans la mythologie grecque à la suite de nombreux recoupements qui restent flous. Son nom viendrait d’un dialecte crétois, de « Britus » (sucrée ou douce) et « Martis » (jeune fille).
C’est une nymphe des montagnes qui avait une importance locale dans l'ouest de la Crète, à Lysos et Kydonia. Elle figure également sur les monnaies de la ville d'Olous.
Elle serait la fille de Zeus et de Carmé. Le mélange des traditions en fait une protectrice de la chasse et de la pêche en la confondant au culte d’Artémis et d’Aphaia, l’invisible patronne d’Égine.

## Mythe
Souhaitant rester vierge et solitaire toute sa vie, elle fuit les hommes et gagne la Phénicie à Argos, puis la Céphalonie où elle est surnommée « Laphria » et adorée comme une déesse.
Ensuite, elle part en Crète où Minos tombe amoureux d'elle et la poursuit durant neuf mois. Pour lui échapper, elle saute d’une falaise dans la mer. Elle est récupérée par des pêcheurs qui la cachent dans des filets.
Après cet épisode, elle est à nouveau adorée comme une déesse par les Crétois sous le nom de « Dictynna » ou « Dictymna ». Elle gagne ensuite Égine sur la barque d'un pêcheur qui s'éprend d'elle et l'attaque.
Elle réussit à s'enfuir dans les bois, se cache dans le buisson sacré d'Artémis qui la rend invisible. Les Éginètes consacrèrent le lieu où Britomartis était devenue invisible. Elle devint la compagne favorite d'Artémis qui en fit une déesse.

## Aspects
Britomartis est un qualificatif qui ne correspondrait pas à la déesse et ne serait qu'un euphémisme puisqu’il apparaîtrait que la déesse ait été adorée par les Minoens comme déesse de la chasse et de la montagne sous l’aspect de la maîtresse Potnia.
Son aspect inspirant la terreur a été atténué par l'appellation Britomartis, la « douce vierge » afin d’apaiser son aspect dangereux. En effet elle avait les caractéristiques d'une Gorgone, accompagnée d'une hache à double tranchant symbole de la puissance divine et tenant des serpents.
La déesse antique n'a jamais complètement disparu; elle est restée sur des pièces de la ville d'Olous, sous son nom ou celui de Diktynna, la déesse du mont Dicté. Cette dernière est représentée avec des ailes, un visage humain et saisissant un animal dans chaque main tout comme Potnia Theron, la maîtresse des animaux.

## Représentation
Dans l'art minoen, sur des pièces de monnaie, des sceaux et des anneaux et comme partout en Grèce, Britomartis est représentée avec des caractéristiques démoniaques, porteuse d'une hache double et accompagnée d'animaux sauvages.
Selon Pausanias, la ville crétoise d'Olous possédait un temple consacré à Britomartis-Dictynna, avec une statue en bois (xoanon) de la déesse, due au ciseau de Dédale. Dans la ville de Chersonèse, le port de la ville crétoise de Lyttos, et à Olous, elle a été très vénérée et est souvent représentée sur les pièces. Le festival Britomarpeia a eu lieu en son honneur.
Dans l'allégorie de Spenser, Britomart connote la Reine Vierge, Élisabeth Ire d'Angleterre. Elle est une figure allégorique de la vierge Chevalier de la chasteté.[pas clair]

## Évocation moderne

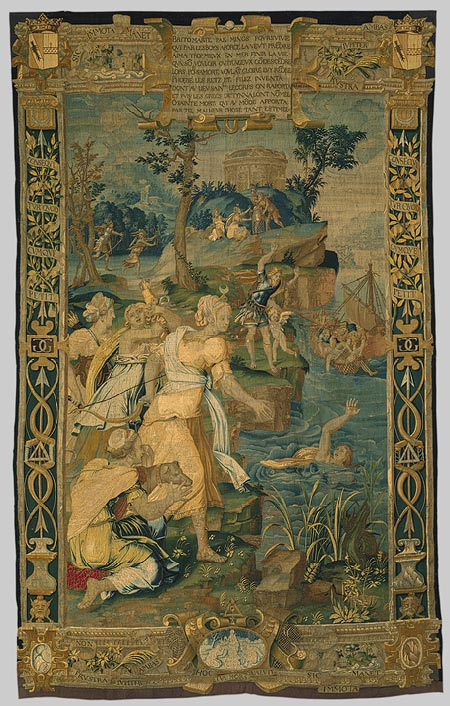
La noyade de Britomartis, d'après un carton probable de Jean Cousin l'Ancien, tapisserie.

### Arts
Britomartis est une des 1 038 femmes représentées dans l'œuvre contemporaine de Judy Chicago, The Dinner Party, aujourd'hui exposée au Brooklyn Museum. Cette œuvre se présente sous la forme d'une table triangulaire de 39 convives (13 par côté). Chaque convive étant une femme, figure historique ou mythique. Les noms des 999 autres femmes figurent sur le socle de l'œuvre. Le nom de Britomartis figure sur le socle, elle y est associée à la déesse serpent, cinquième convive de l'aile I de la table.

### Littérature
- Dans le poème épique La Reine des fées (The Faerie Queene en anglais) du poète anglais Edmund Spenser, publié pour la première fois en 1590, apparaît le personnage de Britomart, une des deux guerrières incarnant la vertu anglaise, amalgame de Britomartis et de la reine Élisabeth Ire d'Angleterre.
- Dans sa réécriture des légendes du roi Arthur, Arthur Rex (en), Thomas Berger suggère que la reine Guenièvre est peut-être devenue une puissante femme chevalier connue sous le nom de Britomart après la mort du roi[3].
- Britomartis est un personnage des Travaux d'Apollon de Rick Riordan, apparaissant dans le deuxième tome, La Prophétie des ténèbres[4].

### Jeux vidéo
Le temple de Britomartis apparait dans le jeu vidéo Assassin's Creed Odyssey, où il fait partie des lieux à visiter pour le joueur.

## Sources
- vgreece
- mythindex
- temple-deesse.racinespaiennes